# 劉建偉 (少將)
劉建偉，男，中國共產黨黨员，中華人民共和國政治人物、軍事人物、中國人民解放军海軍少將。歷仼浙江省军区副司令員，2023年5月出任甘肃省军区司令员。同年8月兼任甘肃省委常委。

## 生平
在仼浙江省军区副司令员期間，2019年11月5日時任浙江省委書記車俊，省委副書記、省長袁家軍，省委副書記鄭柵潔和省四套班子其他領導來到浙江工商大學人民武裝學院，出席集體過軍事日的活動兼省委議軍會，劉氏與浙江省的省委領導一起參與活動
2020年4月14日，劉氏參觀省軍区帮扶的项目埠头镇扶貧活動並發表講話
2021年4月9日出席浙江省军区2021年度新（预）任参谋集训队在综合训练队演训楼召开开训动员会
2022年1月26日，浙江省召開會議省军区党委十二届九次全体（扩大）会议召开 時仼省委書記兼省军區黨委第一書記袁家军讲话，劉氏作為省军區主要领導出席會議。
2022年2月率省征兵工作巡视组到桐乡市征兵体检站，指導工作
2023年5月出任甘肅省軍區司令員。同年8月兼任中国共产党甘肃省委员会委員、常委。